# Malcolmia triloba
Malcolmia triloba là một loài thực vật có hoa trong họ Cải. Loài này được Spreng. mô tả khoa học đầu tiên.